# NGC 5195
NGC 5195（或稱為Messier 51b、M51b）是一個和渦狀星系（M51A或NGC 5194）交互作用的矮星系。前述兩個星系都距離地球約2500萬光年，位於獵犬座。而這兩個星系是最著名的其中一對交互作用星系。

## 發現
皮埃尔·梅尚於1781年3月20日發現NGC 5195。

## 和渦狀星系的交互作用
NGC 5195和渦狀星系組成天文學上最著名的其中一對交互作用星系。兩個星系都被列入特殊星系圖集，並且是其中一個螺旋星系和其伴星系交互作用的最顯著例子之一。這個系統也是相當早期的星系交互作用理論的研究課題 。這兩個星系被一個含有大量塵埃的潮汐橋連接，並且橋中的塵埃可以映襯出 NGC 5195的核心。這表明NGC 5195在外觀上是位於渦狀星系的後方。這兩個星系的相遇使M51的螺旋結構被更明顯地強化。

## 形態
NGC 5195因為和渦狀星系的重力交互作用，導致它的形狀已經高度變形。要將它的形態分類是困難的，它有時會被分類為透鏡狀星系或無定形、不規則星系 。它被認為不屬於標準分類系統中的星系。

## 超新星
SN 1945A是至今唯一在NGC 5195內發現的超新星。它的位置在星系核西北方10″處，由天文學家米爾頓·赫馬森於1945年4月6日使用威爾遜山天文台口徑2.5米望遠鏡發現。該超新星屬於I型超新星，亮度最高時視星等14.0。

## 外部連結
- SEDS
- WikiSky上关于NGC 5195的内容：DSS2, SDSS, GALEX, IRAS, 氢α, X射线, 天文照片, 天图, 文章和图片
- .   [2011-11-08]. （原始内容存档于2009-07-08）.